# برايت دايك
برايت دايك (بالإنجليزية: Bright Dike)‏ (2 فبراير عام 1987 بإدموند في الولايات المتحدة - ) هو لاعب كرة قدم أمريكي ونيجيري في مركز الهجوم. شارك مع منتخب نيجيريا لكرة القدم. أما مع النوادي، فقد لعب مع أمكار بيرم وكولومبوس كرو ونادي تورونتو وبورتلاند تمبرز وسان أنتونيو سكوربيونز وIndiana Invaders ‏ وPortland Timbers (2001–2010) ‏ وOrange County SC ‏.

## وصلات خارجية
- برايت دايك على موقع الدوري الأمريكي (الإنجليزية)
- برايت دايك على موقع قاعدة بيانات كرة القدم.إي يو (الإنجليزية)
- برايت دايك على موقع ناشيونال فوتبول تيمز (الإنجليزية)
- برايت دايك على موقع Soccerbase.com (لاعب) (الإنجليزية)
- برايت دايك على موقع Soccerway.com (الإنجليزية)
- برايت دايك على موقع عالم كرة القدم.نت (الإنجليزية)